# حقل مغناطيسي دوار

حقل مغناطيسي دوار ثلاثي الأوجه، توضّحه الأسهم السوداء الدوّارة.

الحقل المغناطيسي الدوّار هو حقل مغناطيسي تتحرك أقطابه ومعاكساتها في صورة دائرية حول محور أو نقطة مركزية. في العادة، يُحرّك الدوران الأقطاب بزواية ثابتة، وهو المبدأ الأساسي في تشغيل محرك التيار المتردد.
تستخدم الحقول المغناطيسية الدوارة في التطبيقات الكهروميكانيكية مثل المحركات الحثّية والمولدات الكهربائية. كما تستخدم في بعض التطبيقات الكهربائية مثل منظمات الحث [الإنجليزية].